# Tri Nations 2008
Tri Nations 2008 war die 13. Ausgabe des jährlich stattfindenden Rugby-Union-Turniers Tri Nations. Zwischen dem 5. Juli und dem 13. September 2008 fanden neun Spiele statt. Neuseeland gewann das Turnier zum neunten Mal und verteidigte auch den Bledisloe Cup. Außerdem gewann das Team den Freedom Cup, während sich Australien die Mandela Challenge Plate sicherte. Nachdem im letzten Jahr aufgrund der Weltmeisterschaft nur sechs Spiele ausgetragen wurden, waren es in diesem Jahr wieder neun.

## Tabelle
|    | Land       | Spiele | Siege | Unent. | Ndlg. | Spiel- punkte | Diff. | Bonus- punkte | Tabellen- punkte |
| -- | ---------- | ------ | ----- | ------ | ----- | ------------- | ----- | ------------- | ---------------- |
| 1. | Neuseeland | 6      | 4     | 0      | 2     | 152:106       | + 46  | 3             | 19               |
| 2. | Australien | 6      | 3     | 0      | 3     | 119:163       | - 44  | 2             | 14               |
| 3. | Südafrika  | 6      | 2     | 0      | 4     | 115:117       | - 2   | 2             | 10               |

## Ergebnisse
| 5. Juli 2008 19:35 NZST | Neuseeland                                                                                    | 19 : 8        | Südafrika                                               | Westpac Stadium, Wellington Zuschauer: 36.568 Schiedsrichter: Stuart Dickinson (Australien) |
| 5. Juli 2008 19:35 NZST | Versuche: Kaino 45. erh. Erhöhungen: Carter (1/1) Straftritte: Carter (4/5) 5., 21., 29., 71. | (9:8) Bericht | Versuche: Habana 37. n.erh. Straftritte: James (1/2) 6. | Westpac Stadium, Wellington Zuschauer: 36.568 Schiedsrichter: Stuart Dickinson (Australien) |

| 12. Juli 2008 19:35 NZST | Neuseeland | 28 : 30         | Südafrika | Carisbrook, Dunedin Zuschauer: 29.126 Schiedsrichter: Matt Goddard (Australien) |
| 12. Juli 2008 19:35 NZST | Versuche: Lauaki 56. erh. Erhöhungen: Carter (1/1) Straftritte: Carter (5/5) 5., 10., 17., 25., 40., 74. Smith (1/1) 9. Dropgoals: Carter (1/2) 66. | (15:17) Bericht | Versuche: Pietersen 32. n.erh. Januarie 75. erh. Erhöhungen: Steyn (1/1) Straftritte: Montgomery (3/5) 13., 20., 23. James (2/2) 63., 68. Dropgoals: James (1/1) 37. | Carisbrook, Dunedin Zuschauer: 29.126 Schiedsrichter: Matt Goddard (Australien) |

| 19. Juli 2008 20:05 AEST | Australien                                                                                                | 16 : 9        | Südafrika                                        | Subiaco Oval, Perth Zuschauer: 41.828 Schiedsrichter: Bryce Lawrence (Neuseeland) |
| 19. Juli 2008 20:05 AEST | Versuche: Tuqiri 36. n.erh. Mortlock 46. n.erh. Straftritte: Giteau (1/1) 53. Dropgoals: Barnes (1/1) 79. | (5:3) Bericht | Straftritte: Steyn (2/3) 5., 74. James (1/1) 55. | Subiaco Oval, Perth Zuschauer: 41.828 Schiedsrichter: Bryce Lawrence (Neuseeland) |

| 26. Juli 2008 20:05 AEST | Australien | 34 : 19         | Neuseeland                                                                                   | ANZ Stadium, Sydney Zuschauer: 78.944 Schiedsrichter: Craig Joubert (Südafrika) |
| 26. Juli 2008 20:05 AEST | Versuche: Cross 10. erh. Hynes 31. erh. Elsom 55. erh. Horwill 74. erh. Erhöhungen: Giteau (4/4) Straftritte: Giteau (1/1) 6. Dropgoals: Giteau (1/1) 70. | (17:12) Bericht | Versuche: Muliaina 24. n.erh. Hore 39. erh. Ellis 45. erh. Erhöhungen: Carter (2/3) 39., 45. | ANZ Stadium, Sydney Zuschauer: 78.944 Schiedsrichter: Craig Joubert (Südafrika) |

| 2. August 2008 19:35 NZST | Neuseeland | 39 : 10         | Australien                                                                             | Eden Park, Auckland Zuschauer: 45.000 Schiedsrichter: Mark Lawrence (Südafrika) |
| 2. August 2008 19:35 NZST | Versuche: Woodcock (2) 21. erh., 24. n.erh. Nonu (2) 45. n.erh., 80. erh. Erhöhungen: Carter (2/4) Straftritte: Carter (5/5) 6., 14., 39., 58., 65. | (21:10) Bericht | Versuche: Ashley-Cooper 32. erh. Erhöhungen: Giteau (1/1) Straftritte: Giteau (1/1) 4. | Eden Park, Auckland Zuschauer: 45.000 Schiedsrichter: Mark Lawrence (Südafrika) |

| 16. August 2008 15:00 SAST | Südafrika | 0 : 19        | Neuseeland                                                                          | Newlands Stadium, Kapstadt Zuschauer: 49.653 Schiedsrichter: Matt Goddard (Australien) |
| 16. August 2008 15:00 SAST |           | (0:5) Bericht | Versuche: Smith 7. n.erh. Carter 66. erh. Mealamu 74. erh. Erhöhungen: Carter (2/3) | Newlands Stadium, Kapstadt Zuschauer: 49.653 Schiedsrichter: Matt Goddard (Australien) |

| 23. August 2008 15:00 SAST | Südafrika                                                                                           | 15 : 27        | Australien | Kings Park Stadium, Durban Zuschauer: 48.123 Schiedsrichter: Lyndon Bray (Neuseeland) |
| 23. August 2008 15:00 SAST | Versuche: Jacobs (2) 65. erh., 71. n.erh. Erhöhungen: Montgomery (1/2) Straftritte: James (1/2) 44. | (0:10) Bericht | Versuche: Robinson 27. erh. Tuqiri 61. erh. Mortlock 67. erh. Erhöhungen: Giteau (3/3) Straftritte: Giteau (2/3) 9., 50. | Kings Park Stadium, Durban Zuschauer: 48.123 Schiedsrichter: Lyndon Bray (Neuseeland) |

| 30. August 2008 15:00 SAST | Südafrika | 53 : 8         | Australien                                                 | Ellis Park Stadium, Johannesburg Zuschauer: 54.219 Schiedsrichter: Bryce Lawrence (Neuseeland) |
| 30. August 2008 15:00 SAST | Versuche: Bekker 8. erh. Nokwe (4) 12. n.erh., 25. n.erh., 35. erh., 49. n.erh. Jacobs 44. erh. Pienaar 68. erh. Ndungane 78. erh. Erhöhungen: James (3/6) Montgomery (2/2) Straftritte: James (1/1) 20. | (27:3) Bericht | Versuche: Mitchell 55. n.erh. Straftritte: Giteau (1/1) 5. | Ellis Park Stadium, Johannesburg Zuschauer: 54.219 Schiedsrichter: Bryce Lawrence (Neuseeland) |

| 13. September 2008 20:05 AEST | Australien | 24 : 28        | Neuseeland                                                                                            | Lang Park, Brisbane Zuschauer: 52.328 Schiedsrichter: Jonathan Kaplan (Südafrika) |
| 13. September 2008 20:05 AEST | Versuche: Ashley-Cooper 40. erh. Horwill 45. erh. Cross 78. erh. Erhöhungen: Giteau (3/3) Straftritte: Giteau (1/2) 22. | (10:7) Bericht | Versuche: Muliaina 13. erh. Woodcock 49. erh. Weepu 62. erh. Carter 67. erh. Erhöhungen: Carter (4/4) | Lang Park, Brisbane Zuschauer: 52.328 Schiedsrichter: Jonathan Kaplan (Südafrika) |

## Statistik

### Meiste erzielte Versuche
|    | Name          | Versuche | Spiele | Land       |
| -- | ------------- | -------- | ------ | ---------- |
| 1. | Jongi Nokwe   | 4        | 2      | Südafrika  |
| 2. | Adrian Jacobs | 3        | 5      | Südafrika  |
| 2. | Tony Woodcock | 3        | 6      | Neuseeland |

### Meiste erzielte Punkte
|    | Name          | Punkte | Spiele | Land       |
| -- | ------------- | ------ | ------ | ---------- |
| 1. | Daniel Carter | 82     | 6      | Neuseeland |
| 2. | Matt Giteau   | 46     | 6      | Australien |
| 3. | Butch James   | 27     | 6      | Südafrika  |